# Charles Geoffrey Morrow
Charles (Charlie) Geoffrey Morrow (Newark, 9 februari 1942) is een Amerikaans componist, trompettist, muziekproducent, klank-/multimedia-artiest en evenementenproducent.

## Levensloop
Morrow studeerde onder anderen bij Otto Luening en Willard Rhodes aan de Columbia-universiteit in New York en behaalde aldaar zijn Bachelor of Music alsook zijn Bachelor of Chemistry. Vervolgens studeerde hij bij Stefan Wolpe en William Jay Sydeman aan het Mannes College of Music in New York en kreeg in 1965 zijn Master of Music in compositie en als uitvoerend musicus trompettist. Hij werkte aanvankelijk als trompettist in verschillende orkesten en als solist. 
In 1968 richtte hij de Charles Morrow Association, nu: Charles Morrow Productions LLC, en in 1973 de New Wilderness Preservation Band van de "New Wilderness Foundation" voor de productie van amusementsmuziek. In de Charles Morrow Productions LLC werd onder anderen de MorrowSound® creëert, een unieke technologie in de markt van de zogenoemde 3D klank. Zijn klank- en multimedia stukken waren te zien in exposities in de Louvre (Knoll Furniture Retrospective), het Chicago Museum of Science and Industry (General Gas Exhibit), het Whitney Museum of American Art (2nd Acustica International) en het Goethe-Institut. Hij werkte voor evenementen samen met onder anderen Charlotte Moorman, Sten Hanson, RIP Hayman, The Rascals en Simon and Garfunkel. 
Voor Morrow is muziek een soort van het denken. Met toenemende professionaliteit begon hij met het componeren naar muzikale beschrijvingen van dromen, herinneringen en geografische plaatsen, zoals over het Michiganmeer en Chicago Toot’N Blink Chicago, de haven van New York Fanfare in the Air, de Copenhagen Waves en Citywave Hartford. Hij schreef ook werken voor innovatieve installaties van wereldbekende instituties zoals de Kennedy Space Center, Empire State Building, National Museum of Natural History,  Olympische Winterspelen 2006 in Turijn en de Design Week Helsinki in 2009. Hij schreef ook talrijke klank logos voor de industrie SwissAir, Mercedes-Benz, M&M's, IBM, MTV, TBS, ABC Network, International Paper en AT&T. 
Morrow leeft samen met de Finse schrijver en vertaler Maija-Leena Remes.

## Composities

### Werken voor orkest
- 1985 Copenhagen Waves, voor 2000 uitvoerenden (orkesten, marchingbands, rock-groepen, helikopter, fietsers etc.)
- 1992 Book of Hours of Catherine of Cleves
- A Future Harvest
- Central Park 1850
- Central Park 2007
- Fanfare in the Air, voor groot orkest (voor de haven van New York)
- Marilyn Monroe Collage
- Toot’N Blink (Chicago), voor groot orkest (voor Chicago en de "Lake Michigan")
- Wave Music I, voor 40 cello
- Wave Music VII, voor 30 harpen
- Windsong

### Werken voor harmonieorkest
- 1973 The birth of the wargod, voor harmonieorkest
- 1973 Two Charlie Events, voor harmonieorkest
- 1973-1974 New Wilderness Preservation Band-Pieces

### Vocale muziek
- The Song of Deborah, voor zangstem (solo) en elektronica

### Kamermuziek
- 1957 Very Slow Gabrieli (naar G. Gabrieli's "Sonata Pian e Forte" voor groot koperensemble)
- Spontaneous Music

### Werken voor piano
- Requiem for the Victims of Kent State
- Soundpiece for Rock Amplified Piano

### Filmmuziek
- 1970 Moonwalk One
- 1971 Dark Dreams
- 1980 Altered States
- 1992 Man Without A World
- Beyond Night and Day

## Publicaties
- At synge. Opskrifter og kommentarer (1976), in: Dansk Musiktidsskrift. 59 (1984/85), pp. 82-87.